# Wapen van Waterland

Wapen van de gemeente Waterland

Het wapen van Waterland is een gemeentewapen dat sinds 30 juli 1993 bestaat. Het wapen heeft gelijkenissen met de wapens van Broek in Waterland, Landsmeer, Buiksloot, Ransdorp, Nieuwendam en de heren van Purmerend en het geslacht Persijn. Al deze wapens tonen een zwaan met de vleugels omhoog en in de rechterpoot een bundel gouden pijlen. De zwaan was gedurende de middeleeuwen een beschermde vogel, alleen de adel mocht er jacht op maken. De adel hield ook zwanen, hoe meer zwanen men in bezit had, hoe hoger men in aanzien stond. De Persijns hebben hun burcht de Swaensborch genoemd. Het is niet bekend waar deze burcht al dan niet heeft gestaan.
In 1619 werd een samenwerkingsverband van verschillende dorpen opgericht: de Unie van Waterland. In de gevel van het uit 1652 stammende raadhuis van Ransdorp is een gevelsteen geplaatst met daarop een zwaan die zes pijlen vasthoudt, deze zes pijlen staan voor de dorpen die aan de Unie deelnamen. Dit zijn de volgende dorpen: Ransdorp, Zuiderwoude, Landsmeer, Broek in Waterland, Zunderdorp en Schellingwoude.

## Blazoen
De beschrijving van het wapen van Waterland luidt als volgt: "In keel een zwaan van zilver met om de hals een kroon van goud en in de rechterpoot negen pijlen van goud. Het schild gedekt met een eikenkrans van sinopel en gehouden door twee griffioenen van goud."
Dit betekent: Op een rode achtergrond een zwaan van zilver met om de hals een gouden kroon en in de rechterpoot negen gouden pijlen. Het schild gedekt met een eikenkrans van groen en gehouden door twee griffioenen van goud.
De krans van eikenbladeren en de griffioenen komen van het wapen van Monnickendam, deze zijn voor het  onderscheid met de wapens van de voornoemde plaatsen. Monnickendam is de hoofdplaats van de gemeente.

## Vergelijkbare wapens
De volgende wapens hebben eveneens de Waterlandse zwaan op het schild staan:

Het wapen van Buiksloot
Het wapen van Broek in Waterland
Het wapen van Landsmeer
Het wapen van Nieuwendam
Het wapen van Ransdorp
Het wapen van het Dijkbestuur van Waterland
Het wapen van het waterschap De Waterlanden

Aalsmeer · Alkmaar · Amstelveen · Amsterdam · Bergen · Beverwijk · Blaricum · Bloemendaal · Castricum · Den Helder · Diemen · Dijk en Waard · Drechterland · Edam-Volendam · Enkhuizen · Gooise Meren · Haarlem · Haarlemmermeer · Heemskerk · Heemstede  · Heiloo · Hilversum · Hollands Kroon · Hoorn · Huizen · Koggenland · Landsmeer · Laren · Medemblik · Oostzaan · Opmeer · Ouder-Amstel · Purmerend · Schagen · Stede Broec · Texel · Uitgeest · Uithoorn · Velsen · Waterland · Wijdemeren · Wormerland · Zaanstad · Zandvoort